# VdB 145
vdB 145 è una piccola nebulosa a riflessione visibile nella costellazione del Cigno.
Si individua nella parte nordorientale della costellazione, a meno di 1° di distanza a SW della stella π2 Cygni, in direzione di una regione della Via Lattea molto ricca di nebulose oscure; il periodo più indicato per la sua osservazione nel cielo serale ricade fra i mesi di luglio e dicembre ed è notevolmente facilitata per osservatori posti nelle regioni dell'emisfero boreale terrestre. La nebulosa riflette la luce della stella HD 206887, una gigante gialla con classe spettrale F2II o F2III avente magnitudine apparente pari a 8,06. La sua distanza non è nota con precisione e la misura della parallasse risulta essere inutilizzabile in quanto negativa; è comunque certamente compresa all'interno del Braccio di Orione.